# 445818 Ronbeck
445818 Ronbeck è un asteroide della fascia principale. Scoperto nel 2010, presenta un'orbita caratterizzata da un semiasse maggiore pari a 3,1334893 au e da un'eccentricità di 0,1735639, inclinata di 9,94995° rispetto all'eclittica.